# حوض‌انبار براباد
حوض انبار براباد مربوط به دوره قاجار است و در شهرستان سبزوار، بخش روداب، دهستان فروغن، روستای برآباد واقع شده و این اثر در تاریخ ۱۸ اسفند ۱۳۸۷ با شمارهٔ ثبت ۲۴۹۹۵ به‌عنوان یکی از آثار ملی ایران به ثبت رسیده است.